# 알레포 국제공항
알레포 국제공항(아랍어: مطار حلب الدولي)은 시리아 알레포에 위치한 공항이다. 프랑스 위임통치령 시리아 당시인 1924년 완공되었다.